# Isonychus cervinalis
Isonychus cervinalis är en skalbaggsart som beskrevs av Frey 1965. Isonychus cervinalis ingår i släktet Isonychus och familjen Melolonthidae. Inga underarter finns listade i Catalogue of Life.